# 马达拉姆
马达拉姆（Madaram），是印度安得拉邦Adilabad县的一个城镇。总人口6691（2001年）。

## 人口
该地2001年总人口6691人，其中男性3380人，女性3311人；0—6岁人口618人，其中男318人，女300人；识字率62.86%，其中男性为71.60%，女性为53.94%。